# Schöntaler Burg
Als Schöntaler Burg wird eine abgegangene Höhenburg südwestlich des Weilers Oberschöntal der Stadt Backnang im baden-württembergischen Rems-Murr-Kreis bezeichnet. Über die Geschichte der ehemaligen Befestigung, von der nur geringe Reste erhalten sind, ist so gut wie nichts mehr bekannt.

## Lage
Die ehemalige Burg stand rechts über dem Fluss in der zentralen Stadtteilgemarkung Backnangs auf dem felsigen und bewaldeten Mündungssporn des in die Murr einfließenden Klöpferbachs auf etwa 280 m ü. NHN. Der Bachzufluss liegt weniger als 150 Meter entfernt und rund 75 Höhenmeter tiefer. Die Burgstelle liegt etwa an der Schichtgrenze zwischen einem Zwickel Lettenkeuper (Erfurt-Formation) auf der Hochfläche und dem Oberen Muschelkalk an den Abhängen zu den Tälern. Flurnamen der näheren Umgebung lauten Burgholz, Bürgle und Schlößlesrain.

## Name
Der ursprüngliche Name der Burg ist nicht mehr bekannt. Im Volksmund wird die Anlage Schöntaler Burg oder Burg Oberschöntal genannt.

## Beschreibung
Noch heute ist im Waldboden ein aufgeschütteter Wall und ein tiefer Halsgraben erkennbar. Die Burgstelle liegt im Wäldchen Burgholz und blieb so als Bodendenkmal weitgehend erhalten. Allerdings wurden immer wieder Gartenabfälle und sogar Bauschutt illegal in dem Halsgraben entsorgt. Durch einen Waldweg kann die Kernburg erreicht werden. Sie stand auf felsigem Untergrund. Hier weisen Wölbungen im Waldboden auf unterirdische Mauerreste hin. Auch oberirdisch liegen einzelne Steine verstreut im Unterholz. Es gibt Berichte von einem runden Schacht, der früher noch sichtbar gewesen sei. Dabei könnte es sich vielleicht um die Reste eines Brunnens handeln. Etwa einen Kilometer weiter östlich kommt oberhalb der Sportplätze der TSG Backnang der Flurname Bürgle vor. Dort sind keinerlei Reste sichtbar, allerdings könnte hier ein kleiner Wartturm gestanden sein, der in Verbindung mit der Schöntaler Burg stand.

## Geschichte

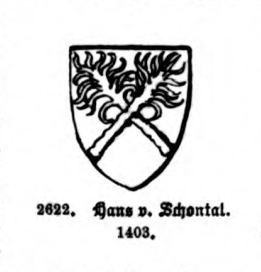
Wappen des Hans von Schöntal

Über die Geschichte der Schöntaler Burg ist – wie bei den meisten Befestigungen im Rems-Murr-Kreis – so gut wie nichts bekannt. Möglicherweise ist sie früh abgegangen. Vielleicht stand sie in Verbindung mit Erbstetten, allerdings ist dort kein Adelsgeschlecht überliefert. Daher kommen wohl nur das Adelsgeschlecht derer von Maubach in Frage, da die Burgstelle nur etwa 2,5 Kilometer von Maubach entfernt ist. Die Herren von Maubach besaßen eine Turmhügelburg in Maubach und könnten nach der Aufgabe der Motte nach Oberschöntal gezogen sein. Der Weiler Oberschöntal könnte einst aus einem Wirtschaftshof hervorgegangen sein, der zu der Burg gehörte. Die Herren von Maubach waren mutmaßlich mit den Herren von Weissach und Reichenberg verwandt. 1370 wird ein Ulrich von Maubach erwähnt, der Besitztümer an das Stift Backnang veräußerte. 1373 verkaufte seine Witwe Bete Zainerin von Nippenburg ihre Besitztümer an das Stift. 1380 wird eine Tochter Agnes von Maubach erwähnt, die offenbar ihr väterliches Erbe an das Stift veräußerte. Danach wird das Geschlecht nicht mehr erwähnt. Die Maubacher starben also im Mannesstamm aus und somit dürfte die Burg verfallen sein. 
Nach einer anderen Ansicht könnte die Burg auch der Stammsitz eines Geschlechts von Schöntal gewesen sein. Bekannt ist ein Hans von Schöntal, der 1403 als Bürger in Esslingen lebte und nach Otto von Alberti aus Schöntal stammte. 1480 taucht Verena von Schöntal und ihr Mann Albrecht von Ecke in einer Spenderliste des Stifts Backnang auf. Allerdings ist es aufgrund der dürftigen Quellenlage nicht nachweisbar, dass diese Adligen etwas mit der Burg zu tun hatten.

## Sage
Ältere Einwohner von Oberschöntal kennen noch die Sage, dass die Burg von französischen Truppen unter dem berüchtigten General Ezéchiel de Mélac zerstört worden sei. Tatsächlich wurde jedoch die Stadt Backnang im Zuge des Pfälzischen Erbfolgekriegs am 23. Juli 1693 von französischen Truppen eingenommen und weitgehend zerstört. Um Mélac entstanden in der Folgezeit immer wieder Sagen und Legenden: So wird in Esslingen ein Turm und in Schorndorf eine frühmittelalterliche Turmhügelburg mit Mélac in Verbindung gebracht, der aber nichts mit diesen zu tun hatte.

## Bilder

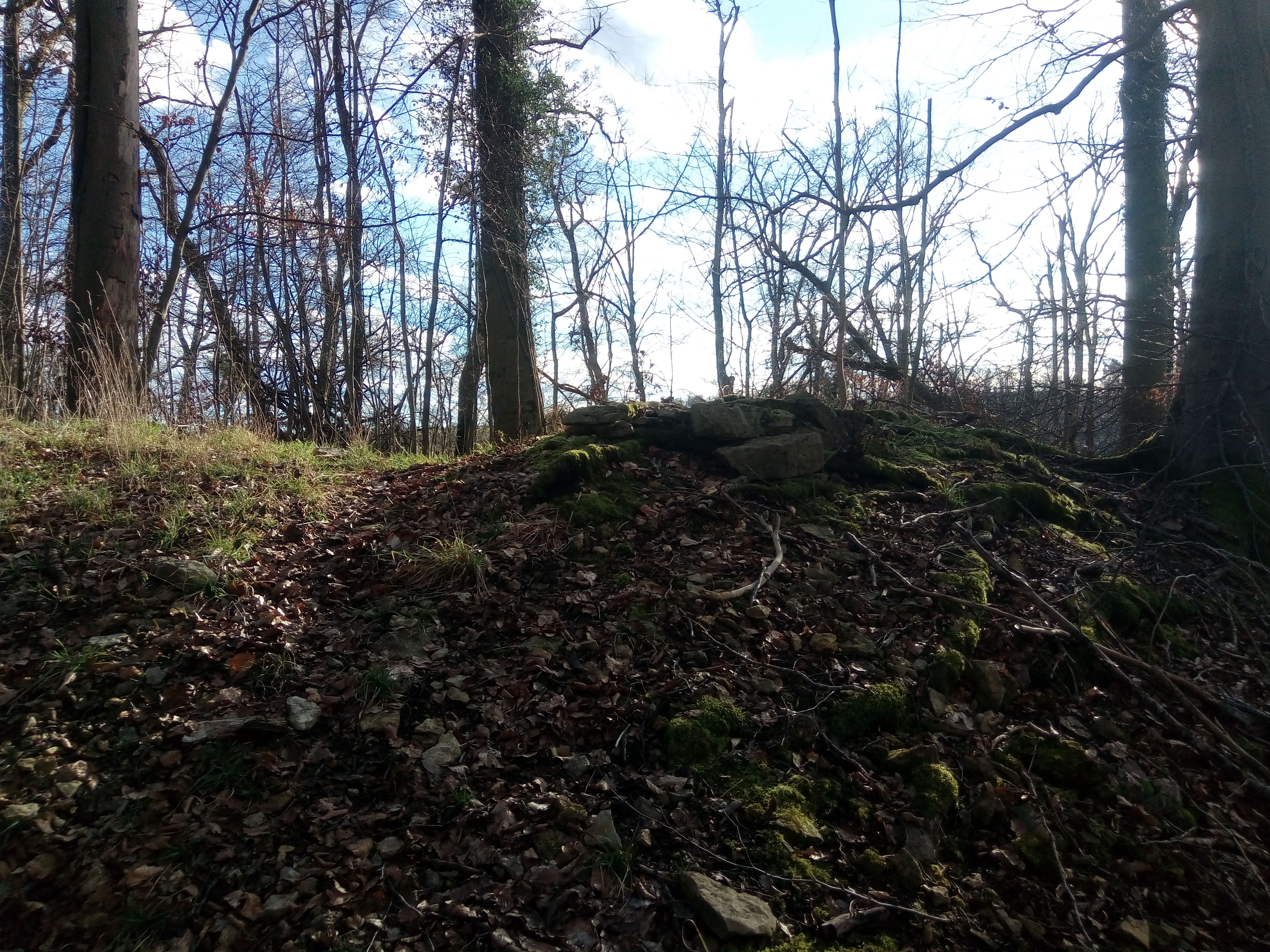
Mauerreste
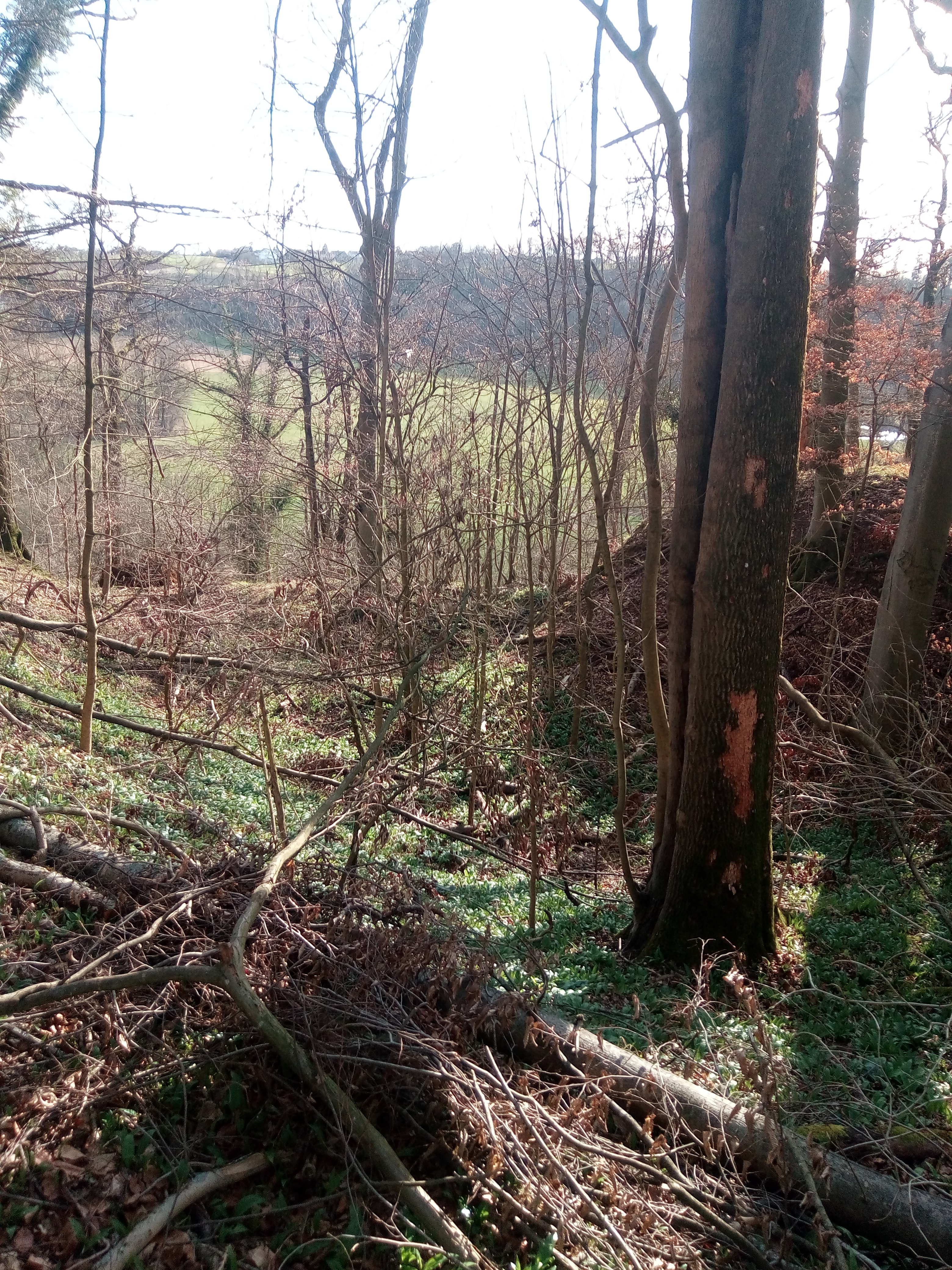
Burggraben